# Brüder (Hilary Mantel)
Brüder, im englischen Originaltitel A Place of Greater Safety, ist ein 1992 erschienener historischer Roman der britischen Autorin Hilary Mantel. Der Roman schildert die Lebenswege von drei Hauptakteuren der Französischen Revolution, Georges Danton, Camille Desmoulins und Maximilien Robespierre, von ihrer Kindheit bis zur Hinrichtung Dantons und Desmoulins im Jahr 1794. Zu Wort kommen dabei nicht nur die führenden Persönlichkeiten der Französischen Revolution, sondern auch deren Gattinnen, Geliebte, Eltern und Freunde, ergänzt durch Beschreibungen von Festakten, Verschwörungen, Straßenkämpfen, Prozessen und Debatten im Nationalkonvent und im Klub der Jakobiner. Die deutsche Übersetzung des Romans von Sabine Roth und Kathrin Razum erschien erst 20 Jahre nach der Erstveröffentlichung bei DuMont.

## Handlung
Hohe Steuerbelastung, schlechte Ernten und die frisch errungene Unabhängigkeit der Vereinigten Staaten befeuern auch in Frankreich den Ruf nach einer Abschaffung des Feudalsystems. Im Frühling des Jahres 1789 treffen sich erstmal die Generalstände im Rahmen der Nationalversammlung in Versailles um die Neuverteilung der Macht zwischen Adel, Klerus und drittem Stand zu diskutieren. Maximilien Robespierre, ein Delegierter des dritten Standes für die Stadt Arras, findet hier Mitstreiter in den beiden Anwaltskollegen Georges Danton und Camille Desmoulins. Im Kampf für die gemeinsame Sache übernehmen die drei führende Rollen im Verlauf der Französischen Revolution.
Desmoulins ruft in einer leidenschaftlichen Rede in einem Café die bereits aufgeheizte und gewaltbereite Menge auf, sich zu bewaffnen – zwei Tage später stürmt das Volk die Bastille. Der taktisch brillante und moralische flexible Pragmatiker Danton erweist sich bald als bedeutsame Stütze für die Erste Französische Republik, die sich nun gegen Angriffe der verbleibenden europäischen Monarchien verteidigen muss. Im Sommer 1792 erringt Danton im Ersten Koalitionskrieg gegen Österreich und Preußen einen entscheidenden Sieg über die Armee der Alliierten, unter anderem, indem er den Herzog von Braunschweig mit den Kronjuwelen besticht. Ein Jahr darauf, im Sommer 1793 schlägt schließlich Robespierres große Stunde: Er übernimmt den Vorsitz des Wohlfahrtsausschusses, der nun als Exekutivorgan des Nationalkonvents fungiert, Todesurteile über Oppositionelle verhängt und Terrormaßnahmen zur Unterdrückung konterrevolutionärer Aktivitäten sanktioniert.
Die ersten Opfer der Guillotine sind der ehemalige König und die Königin, dann verschiedene Fraktionen innerhalb der Partei der Revolutionäre. Desmoulins muss mit zunehmendem Entsetzen mitansehen, wie aus seinen Pamphleten zitiert wird, um seine Freunde und Weggefährten zu verurteilen. Er wendet sich in neuen Pamphleten gegen die Terrorherrschaft und wird so selbst zur Zielscheibe, ebenso wie Danton, um den sich Korruptionsvorwürfe verdichten.
Eine Zeit lang gelingt es Robespierre, Danton und Desmoulins vor den Anfeindungen ihrer politischen Gegner zu schützen, obwohl er Gefahr läuft, dadurch selbst in Verruf zu geraten. Doch auch Robespierres eigene Position wird schließlich immer prekärer, während die von ideologischer Reinheit besessenen Kräfte rund um ihn, wie etwa Antoine de Saint-Just, an Einfluss gewinnen. Ein Gerücht über eine weitere sexuelle Verfehlung Dantons liefert Robespierre schließlich den Anlass, endgültig mit seinen ehemaligen Freunden zu brechen, und deren Hinrichtung zuzustimmen. Der in der englischen Ausgabe Titel gebende "Ort größerer Sicherheit" erweist sich als das Grab.

## Themen

### Fakt und Fiktion
In einem Interview betont Mantel die Bedeutung sorgfältiger eigener Recherche anhand von Originalquellen für ihre Arbeitsweise, um sich unabhängig von den gängigen Darstellungen der Historiker eine eigene Sichtweise zu erarbeiten; sie äußert ihr Bedauern, nicht selbst Historikerin geworden zu sein. Große Faktendichte kennzeichnet auch den Roman Brüder: für viele Details finden sich historische Belege. Mantel gibt an, wo immer dies möglich war, den Originalwortlaut aus den Schriften und Reden der handelnden Personen verwendet zu haben. Daneben enthält der Roman aber auch viele frei erfundene Elemente – besonders im Hinblick auf die Kindheit der Protagonisten in der französischen Provinz und ihre späteren zwischenmenschlichen Verstrickungen. Mantel stellt in diesen imaginierten Kindheiten bereits die Weichen für den späteren Werdegang – so erklärt sie die politischen Ambitionen durch frühkindliche Prägung: Camilles rebellische Ader entspringt einer schwierigen Beziehung zum eigenen Vater; Robespierre stellt sich früh auf die Seite der Entrechteten, weil er (fälschlicherweise) vermutet, selbst kein eheliches Kind zu sein; Dantons einschüchternde und draufgängerische Aura ist geprägt durch seine imposante, physische Gestalt und sein seit einem Kindheitsunfall von Narben gezeichnetes Gesicht. Indem Mantel ihren Lesern Einblick in eine imaginierte Kindheit und Psyche dieser historischen Persönlichkeiten gewährt, betont sie die Fiktionalität ihrer Figuren.

### Privatisierung des Politischen, Politisierung des Privaten
Fiktionale Elemente treten im Roman vor allem dann in den Vordergrund, wenn es gilt, das Privatleben der Figuren auszugestalten. Die verschwimmenden Grenzen zwischen Fakt und Fiktion, historischer Persönlichkeit und Romanfigur führen zu verschwimmenden Grenzen zwischen politischer und privater Sphäre. Zentrale Ereignisse der Französischen Revolution – der Sturm auf die Bastille, die Flucht nach Varennes, die Ausrufung der ersten französischen Republik, der Prozess gegen den König, der erste Koalitionskrieg, die Terrorherrschaft – werden nicht in den Rahmen einer umfassenden historischen Erzählung eingebettet, sondern als Episoden im Privatleben der Protagonisten, vor allem im Hinblick auf ihre Auswirkungen auf deren Ehen, Affären, Freundschaften und Lebensweisen dargestellt. Die am schwersten wiegenden politischen Entscheidungen im Roman werden in einer privaten Umgebung unter Einfluss persönlicher Emotionen getroffen.
Die Kehrseite der Privatisierung des Politischen ist der Einbruch der Politik ins Private – am Höhepunkt des Terrores fallen ganze Familien der Guillotine zum Opfer. Lucile Desmoulins wird kurz nach ihrem Gatten hingerichtet, obwohl sie selbst nie politisch aktiv war. Doch vor dem bitteren Ende kommt das Abenteuer. Mantel erzählt das Durchleben einer Revolution als private Erfahrung und fängt damit den persönlichen Reiz der Revolution für risikofreudige Temperamente ein. In ihrer Darstellung erscheint die Revolution, wenn auch nur zu Beginn, als aufregende, stimulierende, das Leben bereichernde Erfahrung, die gerade auf bereits privilegierte Personen auf der Suche nach einem Ausbruch aus ihren Routinen anziehend wirken kann.

### Grenzen der individuellen Handlungsfähigkeit
Ein zentraler Aspekt des Romans ist die Problematisierung revolutionärer Handlungsfähigkeit. Gerade in Schlüsselmomenten, in denen am meisten auf dem Spiel steht, werden die Figuren, denen in der Geschichtsschreibung üblicherweise eine entscheidende Rolle zugeschrieben wird, von Mantel als merkwürdig passiv dargestellt, mehr von den Ereignissen mitgerissen, als diese aktiv gestaltend. Beispielhaft ist dafür die Beschreibung von Desmoulins Rede beim Palais Royal, in der er das Volk zu den Waffen ruft. Desmoulins handelt dabei beinahe wie ferngesteuert – jemand hinter ihm schlägt ihm vor, sich an die versammelte Menschenmasse zu wenden, drei unbekannte junge Männer starten den Aufruf zur Bewaffnung, der Ruf wird von der Menge aufgegriffen, jemand drückt Desmoulins selbst eine Waffe in die Hand. Auch Robespierres und Dantons politische Entscheidungen erscheinen in kritischen Momenten unter einem zweifelhaften Licht: Danton lässt sich bei aller Leidenschaft für die Republik doch vom französischen Hof und ausländischen Mächten bestechen und der zwar in finanzieller Hinsicht unkorrumpierbare Robespierre erweist sich als anfällig für eine Verzerrung seines Urteils durch persönliche Eifersucht. Der mangelnde Einfluss der führenden Persönlichkeiten in entscheidenden Momenten, Dantons zweifelhaftes Finanzgebaren und Robespierres sexuelle Minderwertigkeitskomplexe lenken die Aufmerksamkeit des Lesers auf mögliche Hintergedanken und geheime Agenden hinter der idealistischen revolutionären Fassade.

## Form
Die Erzähltechnik kennzeichnet sich durch rasche Wechsel der Erzählperspektiven, die manchmal im Präsens und manchmal im Präteritum wieder gegeben werden, und verwendet Ausschnitte aus teilweise auf Originalquellen basierenden, teilweise erfundenen Zeitungsartikeln und Briefen, drehbuchartige Dialogpassagen, sowie gelegentliche direkte Ansprache der Lesenden. Dabei dominiert jedoch die  personale Erzählsituation; einige Perspektiven – vordergründig jene von Danton, Desmoulins und Robespierre – werden deutlich privilegiert, wodurch die Erzählung keineswegs Neutralität für sich beansprucht. Es kristallisiert sich allerdings auch kein zentraler, verallgemeinernder moralischer Standpunkt heraus. Durch die Gegenüberstellung von unterschiedlichen historischen Quellen, Originalzitaten und erfundenen Dialogen, literarischem und historischem Diskurs ergibt sich eine Polyphonie mit dem Effekt, dass die resultierende überpersonale Erzählinstanz genauso konstruiert wirkt wie die Romanfiguren, und diesen weder im Hinblick auf Faktenkenntnis noch Moral überlegen dargestellt wird.

## Entstehungsgeschichte
Obwohl Mantel bereits 1975 mit der Arbeit an dem Roman begann und diesen 1979 fertigstellte, dauerte es lange, einen Verlag zu finden. Mantel beschrieb ihre diesbezüglichen Schwierigkeiten: “I wrote a letter to an agent saying would you look at my book, it’s about the French Revolution, it’s not a historical romance, and the letter came back saying, we do not take historical romances. They literally could not read my letter, because of the expectations surrounding the words ‘French Revolution’—that it was bound to be about ladies with high hair.” (deutsch: „Ich schrieb einen Brief an einen Literaturagenten mit der Bitte, einen Blick auf mein Buch zu werfen, es gehe um die Französische Revolution, es sei keine historische Romanze, und erhielt als Antwort, wir verlegen keine historischen Romanzen. Sie konnten buchstäblich meinen Brief nicht lesen wegen der Erwartungen, die die Worte ‘Französische Revolution’ hervorrufen – es konnte sich dabei nur um Damen mit hochgesteckten Frisuren drehen“). Der Roman blieb bis 1992 unveröffentlicht.

## Stellung in der Literaturgeschichte
Mantels literarische Bearbeitung der Französischen Revolution unterscheidet sich stark von Darstellungen bei Charles Dickens und Thomas Carlyle. Während Dickens in Eine Geschichte aus zwei Städten/A Tale of Two Cities, inspiriert von Carlyles Die Französische Revolution/The French Revolution: A History, vor allem den Rachedurst des Volkes als Hauptmotiv für die Revolution in den Vordergrund stellt, und die Ereignisse eher von außen betrachtet, widmet sich Mantel hauptsächlich den innerparteilichen Machtkämpfen der Revolutionäre.
So schildert Dickens beispielsweise das Septembermassaker in schaurigen Details und verleiht dem Gemetzel eine mythologische Dimension. Mantel hingegen konzentriert sich auf die bürokratischen Aspekte des Terrors, beschreibt nicht wie Dickens und Carlyles das Wetzen der Messer und die Ströme von Blut, sondern das Erstellen von Listen mit Namen jener Personen, die getötet oder gerettet werden sollen und spiegelt dadurch eine eher dem 20. Jahrhundert entsprechende Konzeption von Massenmord wider. Sie stellt nicht die Ausführung der Morde, sondern deren Planung in den Vordergrund und betont die willkürliche Natur der Vorgänge – Desmoulins rettet einen Priester und Anwalt, die er von Jugendtagen kennt, aus sentimentalen Gründen; andere retten ihr Leben gegen eine Gebühr; als das Töten beginnt, gerät die Situation rasch außer Kontrolle; die Listen werden bedeutungslos und zufällig Anwesende wahllos getötet.
Dickens ignoriert den Anteil von Politik und Anführern an der Geschichte und geht auch nicht auf die verschiedenen Stadien der Revolution ein, indem er aus dem Geschehen lediglich den Sturm auf die Bastille und anschließend die Terrorherrschaft herausgreift – er priorisiert die Rolle des Volkes und stützt die Vorstellung von Revolution als Rache. Im Unterschied dazu konzentriert sich Mantel auf die Aktivitäten der Politiker, deckt die gesamte Geschichte der Revolution sowohl in Paris als auch in den Provinzen ab und problematisiert die Frage individueller Handlungsfähigkeit.
Die meiste künstlerische Freiheit nimmt sich Mantel bei der Erklärung von Robespierres Bruch mit Danton und Desmoulins. Hier folgt sie in Carlyles Fußstapfen, der, ebenso wie Georg Büchner in seinem Drama Dantons Tod, die politische Rivalität zwischen Robespierre und Danton nicht nur in ideologischen Differenzen, sondern auch stark in persönlicher Abneigung begründet sieht. Mantel geht allerdings einen Schritt weiter und erfindet eine erotisch aufgeladene Dreiecksbeziehung zwischen Danton und den ehemaligen Schulkameraden Robespierre und Desmoulins, sowie eine sexuelle Transgression Dantons gegenüber einer Bekannten Robespierres, die diesem schließlich den moralischen Vorwand für seine mittlerweile auch politisch opportune Abkehr von den früheren Freunden liefert.

## Hörspieladaption
Im Jahr 2018 produzierte der WDR eine 26-teilige Hörspielfassung des Romans, nach der Übersetzung von Sabine Roth und Kathrin Razum. Die Musik komponierte Pierre Oser. Die Funkbearbeitung erstellte Walter Adler, der auch die Regie führte. Die gesamte Spieldauer beträgt ca. 13 Stunden. Das Sprecherensemble umfasste etwa 150 Personen.
In den Hauptrollen agierten Robert Dölle als Danton, Matthias Bundschuh als Desmoulins und Jens Harzer als Robespierre. Erstmals ausgestrahlt wurde das Hörspiel Brüder in der Zeit vom 3. September bis 12. Oktober 2018 auf WDR 3. Eine Veröffentlichung als CD-Edition stammt vom Audio Verlag aus dem Jahr 2018.

## Rezeption
A Place of Greater Safety gewann 1992 den Sunday Express Book of the Year Preis.
The New York Times lobt Mantel, weniger aber den Roman, und wirft die Frage auf, ob „mehr Roman und weniger Geschichtswissenschaft den unzweifelhaften Talenten der Autorin nicht eher entgegenkommen würde.“
Dieser Kritikpunkt findet sich auch in der deutschen Rezeption – so beklagt etwa Duygu Özkan in der Presse, dass dem Leser die Unterscheidung zwischen Fakt und Fiktion manchmal sehr schwer gemacht werde; der Roman sei sehr sorgfältig recherchiert – aber zu wenig für ein wissenschaftliches Buch und zu viel für einen Roman. Von anderen Kritikern häufig geäußerte Beschwerden, Mantel beschäftigte sich zu sehr mit den persönlichen Dramen der Politiker und vernachlässige die Rolle des eigentlichen Volkes, teilt die Rezensentin aber nicht – Mantel vermittle ihr keineswegs das Gefühl, die Revolution von oben herab zu betrachten, und den Vorwurf, dass die Autorin eine Seifenoper geschrieben habe, sieht sie durch das fehlende Happy End entkräftet.
In seiner Kritik zum Hörspiel in der FAZ befindet Oliver Jungen die dem Liebesleben der Helden gewidmete Aufmerksamkeit zwar als übertrieben, sieht dadurch aber ebenfalls Mantels Leistung nicht geschmälert. Mantel zeige den französischen Weg in den Abgrund als ein „irres Stolpern, einen protofaschistischen Ritt“. Die Gräueltaten der Terrorherrschaft erweisen sich als Menschen-, nicht Teufelswerk.